# Manzanilla (vinho)

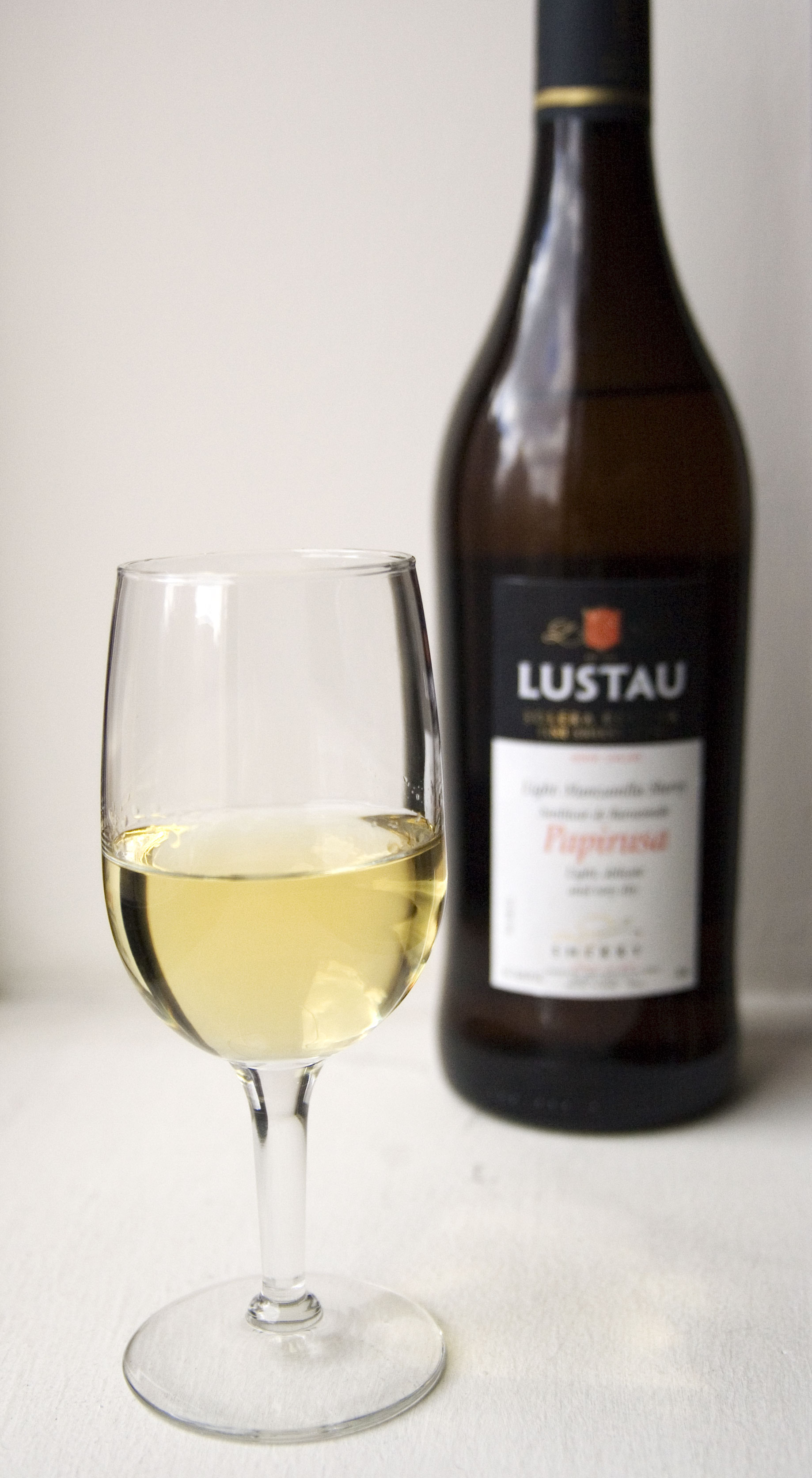
Copo de manzanilla

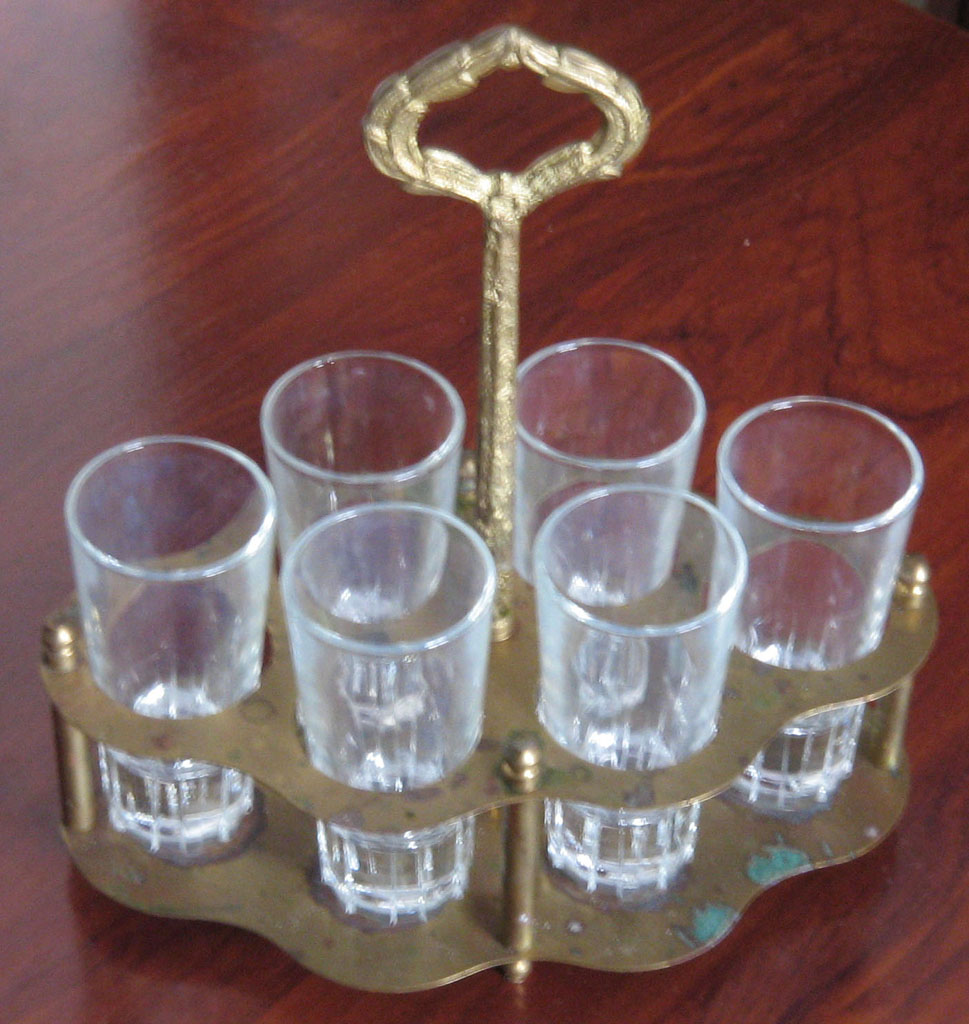
Cañera de manzanilla de Sanlúcar de Barrameda

Manzanilla  (aport. manzanilha)  de Sanlúcar de Barrameda é um vinho branco seco espanhol. É produzido na Andaluzia com uva palomino e envelhecido sob uma camada de leveduras, segundo o sistema de soleiras.
O vinho é elaborado a partir de uvas  produzidas no Marco de Jerez, região vitivinícola espanhola das províncias de Cádis e Sevilha, na Andaluzia, porém  é envelhecido em uma vinícola da periferia urbana de Sanlúcar. O Marco de Jerez oferece a matéria-prima e o clima marítimo que fazem com que o vinho madure de forma diferente e adquira certas características peculiares, diferentes dos vinhos produzidos em Jerez de la Frontera ou em El Puerto de Santa María, segundo o mesmo método - o sistema de soleiras.